# 이영지
이영지(2002년 9월 10일~)는 대한민국의 래퍼이다.

## 학력
- 서울양동초등학교 졸업
- 양강중학교 졸업
- 신서고등학교 졸업

## 디스코그래피
- 2019년 11월 2일 싱글 〈암실〉[2]
- 2019년 11월 9일 싱글 〈New History〉[3]
- 2020년 싱글 〈왈가〉
- 2020년 싱글 〈My Path〉
- 2020년 싱글 〈그냥〉
- 2020년 11월 18일 싱글 〈타협〉
- 2022년 1월 6일 싱글 <꽃말>
- 2024년 6월 21일 첫 EP <16 Fantasy>[4]

## 출연
- 2019년 Mnet 《고등래퍼 3》 - 참가자(우승)
- 2020년 Mnet 《GOOD GIRL : 누가 방송국을 털었나》 - 게스트
- 2020년 세바시 《저는 좀 과하게 도전합니다》. 유튜브. 2020년 10월 23일.
- 2020년 MBC 웹예능 《힙합걸Z》[5](2020년 5월~2020년 7월)
- 2020년 MBC 《황금어장 라디오스타》 675회, 736회 출연(2020년 7월 1일, 2021년 9월 15일)
- 2020년 SBS 《런닝맨》 - 514회 출연(2020년 8월 2일)
- 2020년 Mnet 《Show Me The Money 9》 - 피쳐링
- 2020년~현재 유튜브 《영지발굴단》 - 고정 출연
- 2021년 MBC 《놀면 뭐하니》 - 2021 동거동락, H&H
- 2021년 KBS 《컴백홈》- 고정 출연(With 유재석, 이용진)[6]
- 2021년 MBC 《복면가왕》 - 이번 정류장은 가왕석 가왕석입니다. 저 이번에 내려요.
- 2021년 SBS 《런닝맨》 - 567회(2021년 8월 22일 방송분 출연),571회 출연(2021년 9월 19일)
- 2022년 JTBC 《아는형님》 - 게스트(2022년 1월 22일 방송분 출연)
- 2022년 6월 24일 ~ 2022년 9월 16일 tvN 《뿅뿅 지구오락실》 - 고정출연
- 2022년 Mnet 《쇼미더머니 11》 - 우승
- 2023년 3월 20일 유튜브 《소통의 神》 - 게스트
- 2023년 5월 12일 ~ 2023년 7월 28일 tvN 《뿅뿅 지구오락실》시즌2 - 고정출연
- 2024년 2월 13일, 2월 23일 《나영석의 와글와글》- 게스트
- 2024년 9월 27일 ~ 2025년 2월 21일 KBS 2TV《더 시즌즈 이영지의 레인보우》MC
- 2024년 12월 21일 KBS 2TV 2024 KBS 연예대상 MC
- 2025년 4월 25일 ~ 현재 tvN 《뿅뿅 지구오락실》시즌3 - 고정출연

## 드라마
- 2020년 KBS2 월화드라마 《좀비탐정》 - 119 구조대원 역(특별 출연)

## 수상 목록

### 시상식
- 2023년 제15회 멜론뮤직어워즈 베스트 여자 솔로 가수상
- 2023년 아시아 아티스트 어워즈 베스트 초이스상
- 2024년 제1회 코리아 그랜드 뮤직 어워즈 베스트 아티스트상
- 2024년 제1회 코리아 그랜드 뮤직 어워즈 베스트 힙합상
- 2024년 엠넷 아시안 뮤직 어워즈 팬스 초이스상
- 2024년 엠넷 아시안 뮤직 어워즈 올리브영 K-뷰티 인 스타 뮤직상
- 2024년 멜론 뮤직어워즈 베스트 뮤직스타일상
- 2024년 KBS 연예대상 쇼&버라이어티 부문 여자 우수상

### 가요 프로그램 1위
| 연도            | 수상 내역 (총 6회) |
| --------------- | --- |
| 2024년 (총 6회) | - Small girl (feat. 도경수) (총 6회) - 7월 4일 Mnet 《엠카운트다운》 1위 - 7월 6일 MBC 《쇼! 음악중심》 1위 - 7월 7일 SBS 《SBS 인기가요》 1위 - 7월 13일 MBC 《쇼! 음악중심》 1위 (2주 연속) - 7월 14일 SBS 《SBS 인기가요》 1위 (2주 연속) - 7월 20일 MBC 《쇼! 음악중심》 1위 (트리플 크라운) |